# شرف‌الدین خراسانی
شرف‌الدین خراسانی ملقب به شرف (زاده ۱۲ اسفند ۱۳۰۶ در همدان - در گذشته ۱۴ آبان ۱۳۸۲ در تهران) شاعر، پژوهشگر و استاد گروه فلسفه دانشگاه ملی و از برجسته‌ترین استادان فلسفهٔ یونانی در ایران بود. مهم‌ترین اثر تألیفی وی با عنوان نخستین فیلسوفان یونان برای نخستین بار در سال ۱۳۵۰ چاپ شده است. وی به زبان‌های انگلیسی، آلمانی، فرانسه، عربی و یونانی باستان مسلط بود.

## زندگی و فعالیت‌ها
شرف‌الدین خراسانی در ۱۲ اسفند ۱۳۰۶ در خانواده‌ای روحانی در شهر همدان متولد شد. پدرش آیةالله خراسانی اصلاً خراسانی بود و در آن هنگام در شهر همدان در تبعید به سر می‌برد. دوران کودکی شرف با تبعیدهای پدر سپری شد و او در ابتدای نوجوانی، در هنگامی که دانش‌آموز دبستان بود، دوسالی را هم به همراه پدر در نجف اشرف به سر برد. دکتر شرف، مانند بسیاری از روشنفکران عصر خودش، به تحولات اجتماعی و سیاسی علاقه‌مند بود و از همین رو به اندیشه‌های مارکسیستی گرایش یافت و پس از وقایع ۲۸ مرداد ۱۳۳۲ زندانی شد.
در خلال سه سال زندانی بودنش به روشنفکران زندانی اساطیر یونان می‌آموخت. شرف اولین کسی بود که به گونه‌ای تفصیلی و مدون در زبان فارسی به فیلسوفان پیش از سقراط پرداخت. حاصل تلاش او کتابی به نام نخستین فیلسوفان یونان نام گرفت که یکی از معتبرترین آثار موجود در این زمینه به زبان فارسی به‌شمار می‌رود. آثار فلسفی و ترجمه‌های بزرگی از او به یادگار مانده است؛ از جمله ترجمه متافیزیک ارسطو که آن را مستقیماً از زبان یونانی باستان ترجمه کرد. مهم‌ترین جنبهٔ مطالعات فلسفی او که خود ریشه در باورمندی راسخ او به کارل مارکس دارد، توجه ویژه‌اش به برآمدن و شکل‌گیری هر فلسفه، بر بنیادهای اقتصادی-اجتماعی دوران مورد بررسی است و بر این بنیاد است که در پژوهش‌های فلسفی او، همواره طرحی از تاریخ دوران مورد مطالعه، بر بررسی فلسفهٔ آن دوران پیشی می‌یابد. خصلت دیگرِ آثار او، بیان مصطلحات اصلی و بنیادین هر فلسفه، در زبان اصلی خودش بود.
در سال ۱۳۴۹ کتاب شعر «واژه‌ها» را منتشر کرد که در همان سال برنده جایزه شد. «پژواک» در سال ۱۳۳۷ و «متافیزیک عشق و مجموعه اشعار» در سال ۱۳۸۰ هم حاصل تلاش‌های دیگر شرف در عرصه شاعری پارسی بودند.
شرف دکترای فلسفه خود را در ۱۳۴۲ شمسی از دانشگاه کمبریج اخذ کرد و در آنجا به تدریس ادبیات فارسی و فلسفه پرداخت. حوالی سال ۱۳۴۳ به ایران بازگشت و در دانشگاه ملی (شهید بهشتی بعدی) به تدریس پرداخت. دو سال بعد گروه فلسفه دانشگاه ملی را بنیاد نهاد و از سال ۱۳۴۶ تا بهمن ۱۳۵۹ مدیر این گروه بود. او پس از انقلاب فرهنگی و بازگشایی دانشگاه‌ها در ۱۳۶۲ نخست از تدریس منع شد، و در سال ۱۳۶۵ حکم شورای دانشگاه مبنی بر بازنشستگی پیش از موعد، به زندگی دانشگاهی او پایان داد.
دعوتی که به فاصله‌ای اندک مرکز دایرةالمعارف بزرگ اسلامی از او به عمل آورد، فصل جدیدی را در زندگی علمی‌اش گشود که تا پایان عمر ادامه داشت. دکتر شرف با سمت مشاور عالی علمی به‌صورت تمام‌وقت در این مرکز به کار پرداخت. از آن زمان دامنهٔ پژوهش‌های او بیشتر در قلمرو فلسفهٔ اسلامی و زمینه‌های تأثیر و تطبیق میان فلسفهٔ یونان و مکاتب فکری جهان اسلام متمرکز شد. وی در خلال همین دوره، از سال ۱۳۷۷ عوضت در هیئت عالی مشاوران کتابخانهٔ ملی ایران را نیز پذیرفت و منشأ خدمات فرهنگی بیشتری گردید. حضور پیوستهٔ او در مرکز دایرةالمعارف در همه‌حال تا واپسین روز زندگی‌اش ادامه داشت، تا آنکه در صبحگاه چهاردهم آبان ۱۳۸۲ در تنهایی خانه‌اش بر اثر حملهٔ قلبی دیده از جهان فروبست.

### تألیف
- از سقراط تا ارسطو، تهران: ناشر: دانشگاه ملی، ۱۳۵۲
- نخستین فیلسوفان یونان، شرف‌الدین شرف خراسانی، ناشر اولیه: فرانکلین، ۱۳۵۴
- از برونو تا هگل، تهران: ناشر: دانشگاه ملی، ۱۳۵۴ (خراسانی صورت دیگری از این اثر را، با حذف فصل‌های مربوط به فیخته، شلینگ و هگل و مفصلتر کردن فصل مربوط به کانت، با عنوان جدیدِ «از برونو تا کانت» در سال ۱۳۷۶ به توسط انتشارات علمی و فرهنگی به چاپ سپرد)
- جهان و انسان در فلسفه، تهران: ناشر: دانشگاه ملی، ۱۳۵۷

### ترجمه
- اینوسنتیوس بوخنسکی، فلسفه معاصر اروپایی، ترجمه از آلمانی، با ضمیمه‌ای از شرف‌الدین خراسانی دربارهٔ مکتب فرانکفورت (هورکهایمر، آدورنو، هابرماس، مارکوزه)، نومارکسیستها (لوکاچ، بلوخ)، سارتر، استروکتورالیسم، ویتگنشتاینِ مرحلهٔ دوم، پوپر و راسیونالیسم انتقادی، ناشر اولیه: دانشگاه ملی
- راینر ماریا ریلکه، سوگنامه‌ها و ترانه‌ها، شرف‌الدین شرف خراسانی (مترجم)، ناشر: هرمس
- ارسطو، متافیزیک (مابعدالطبیعه)، شرف‌الدین شرف خراسانی (مترجم)، ناشر: حکمت
- نیکلای هارتمان بنیاد هستی‌شناختی، شرف‌الدین خراسانی (مترجم)، ناشر: هرمس

### سایر
- اسلام: پژوهشی تاریخی و فرهنگی، گروه مؤلفان، ناشر: وزارت فرهنگ و ارشاد اسلامی، سازمان چاپ و انتشارات
- بوعلی سینا: شیخ الرئیس ابوعلی حسین بن عبدالله فیلسوف و پزشک نامدار ایرانی، تقی بینش، شرف‌الدین خراسانی، فتح‌الله مجتبایی، علیرضا جعفری نائینی، کاظم موسوی بجنوردی (زیرنظر)، ناشر: مرکز دائرةالمعارف بزرگ اسلامی، بنیاد علمی و فرهنگی بوعلی سینا
- یاد آر ز شمع مرده، یاد آر (مجموعه مقالات)، گروه مؤلفان، ناشر: وزارت فرهنگ و ارشاد اسلامی، سازمان چاپ و انتشارات
- واژه‌ها (مجموعه شعر)، تهران: فرمند، ۱۳۴۹
- پژواک (مجموعه شعر)، ۱۳۳۷
- متافیزیک عشق (غزالان و غزلها): شعرهای گزیده، شرف‌الدین خراسانی، تهران: شهاب ثاقب، ۱۳۷۹
- دیالکتیک عشق، در دست چاپ
- اشک و آه، اهواز: کتابفروشی صافی، ۱۳۲۵
- دیوار چین، فرانتس کافکا، ترجمه شرف‌الدین خراسانی و مسعود رجب‌نیا و اسفندیار سپهری، تهران: طهوری، ۱۳۳۷

## برای مطالعهٔ بیشتر
- شرف‌نامه: یادنامه استاد دکتر شرف‌الدین خراسانی، حسن سیدعرب، تهران: هرمس، ۱۳۸۳